# Scott Sutter
Scott Sutter (* 13. května 1986, Londýn) je bývalý švýcarsko-anglický fotbalový obránce, který hrál naposledy v klubu BSC Young Boys. Byl reprezentantem Švýcarska. Matka je Angličanka polského původu, otec Švýcar.

## Klubová kariéra
S dospělým fotbalem začínal ve Švýcarsku v klubu Grasshopper Zürich, odkud v červnu 2009 odešel do BSC Young Boys.
V lednu 2012 odešel na hostování do konce sezóny 2011/12 do FC Zürich.
S Young Boys si zahrál v Evropské lize 2014/15, s týmem se probojoval do základní skupiny I, kde číhali soupeři AC Sparta Praha (Česko), SSC Neapol (Itálie) a ŠK Slovan Bratislava (Slovensko). Slavil i postup do osmifinále soutěže. Kopačky na hřebík pověsil dne 13. května 2020.

## Reprezentační kariéra
Sutter reprezentoval Švýcarsko v mládežnické kategorii U21.
V A-mužstvu Švýcarska debutoval 3. září 2010 v přátelském utkání proti Austrálii (remíza 0:0).